# Phyllachora opiferae
Phyllachora opiferae är en svampart som beskrevs av Bat. & Peres 1964. Phyllachora opiferae ingår i släktet Phyllachora och familjen Phyllachoraceae.   Inga underarter finns listade i Catalogue of Life.